# 앙브루아즈 오용고
앙브루아즈 오용고 비톨로(프랑스어: Ambroise Oyongo Bitolo, 1991년 6월 22일 ~ )는 카메룬의 축구 선수로, 현재 샹피오나 나시오날 클럽 파리 13 아틀레티코에서 레프트백으로 활약하고 있다.

## 구단 경력

### 코통 스포르
앙브루아즈 오용고는 2008년 야운데의 무상고 FC에서 그의 선수 생활을 시작했다. 무상고와의 그의 플레이는 2010년 7월에 그와 계약한 최고 클럽 코통 스포르의 관심을 끌었다. 그는 코통 스포르에서의 첫 해에 리그 타이틀을 획득한 클럽에서 빠르게 자신을 확립했다. 2011년에 그는 클럽이 리그와 컵 더블을 달성하도록 도왔다. 2013년에 그는 또 다른 리그 타이틀을 획득했고 코통 스포르를 2013년 CAF 챔피언스리그의 준결승으로 이끄는 것을 도왔다.

### 뉴욕 레드불스
2013년 시즌 동안 오용고는 프랑스 클럽 릴에서 시범 경기를 치렀고, 2014년 1월, 이적 시장에서 리그 1 팀에 합류할 것으로 알려졌다. 이러한 움직임은 실현되지 않았고, 2014년 1월, 오용고는 뉴욕 레드불스에서 시범 경기를 치렀다. 그는 시도 과정에서 깊은 인상을 받았고, 2014년 3월 7일, 구단과 공식적으로 계약했다.  뉴욕에서의 첫 시즌, 다재다능한 오용고는 시즌 후반기 레프트백과 미드필더로 선발 출전해 팀의 리그 플레이오프 진출을 도우며 클럽의 핵심 선수로 활약했다. 2014년 10월 30일, 오용고는 경기 막판 브래들리 라이트필립스의 결승골을 어시스트하며 뉴욕이 스포팅 캔자스시티를 꺾고 동부 컨퍼런스 준결승에 진출하는 데 일조했다.

### 몽레알
2015년 1월 27일, 오용고는 몽레알로 계약 되어 펠리페 마르틴스의 국제 선수 로스터 자리이자 배당금을 받은 에릭 알렉산더와 함께 MLS 배정 순위 1위로 이적했다.

### 몽펠리에
오용고의 계약은 2017년 시즌 말에 만료되었고, 그는 프랑스 클럽 몽펠리에와 그의 계약을 갱신하기보다 유럽으로 이적하는 것을 선택했다. 그는 2017년 12월에 몽펠리에와 계약했다.
2021년 2월 22일, 그는 2020-21년 시즌이 끝날 때까지 러시아 프리미어리그의 크라스노다르로 임대되었다. 그는 2021년 2월 28일, 우랄 예카테린부르크와의 러시아 프리미어리그 경기에서 33분에 부상당한 예브게니 체르노프와 교체되어 크라스노다르 데뷔 전을 치렀다. 그러나, 하프타임에, 오용고는 부상으로 인해 교체되어야 했다. 2021년 3월 4일, 그의 에이전트는 그가 스페인에서 수술을 받아야 하며, 임대 기간 동안 크라스노다르에서 뛸 수 없을 것이며, 클럽에 복귀하지 않을 것이라고 발표했다. 크라스노다르는 그 당시에 지불해야 할 모든 급여를 미리 지불했다.

### 파리 13 아틀레티코
2024년 7월 31일, 오용고는 샹피오나 나시오날 클럽 파리 13 아틀레티코와 계약했다.

## 국가대표팀 경력
오용고는 2011년 FIFA U-20 월드컵에서 카메룬 국가대표로 활약했다. 2013년 7월 28일, 그는 아마두 아히조 스타디움에서 열린 가봉과의 경기에서 1-0 승리를 거두며 카메룬 국가대표팀 데뷔 전을 치렀다.
2015년 아프리카 네이션스컵에서 오용고는 2015년 1월 20일, 말리와의 경기에서 1-1로 비긴 경기에서 첫 국제 골을 기록했다. 그는 2017년 FIFA 컨페더레이션스컵 카메룬 선수단에 이름을 올렸지만, 이후 6월 10일, 모로코와의 경기에서 1-0 승리를 거두는 과정에서 슬개골 힘줄 파열로 인해 대회에서 제외되었다.